# Ilaria Latini
Ilaria Latini (Roma, 21 ottobre 1972) è una doppiatrice e direttrice del doppiaggio italiana.

## Biografia
Figlia del doppiatore Franco Latini e della dialoghista Maria Pinto, nonché sorella minore dei doppiatori Laura Latini e Fabrizio Vidale, ha sposato il doppiatore Diego Suarez ed è madre dei doppiatori Riccardo, Emanuele e Sofia Suarez. Sin da quando era bambina è la doppiatrice del canarino Titti nei Looney Tunes. 
In seguito è divenuta la doppiatrice ricorrente di attrici, come Katie Holmes, Anna Faris, Amy Adams, Hayley Atwell, Ashley Greene, Krysten Ritter, Kelly Macdonald e Jayma Mays.
Nell'ambito delle serie TV, oltre a Katie Holmes in Dawson's Creek, ha doppiato January Jones in Mad Men, Shiri Appleby in Roswell, Allison Mack in Smallville, Dania Ramírez in Devious Maids - Panni sporchi a Beverly Hills e C'era una volta, Nina Petersen, personaggio interpretato da Gisa Zach nella soap opera La strada per la felicità, e molte altre attrici.
Nei cartoni animati ha inoltre dato la voce, negli anni 1980, a Cip della Banda Disney per poi passare il ruolo a Antonella Rinaldi, Stella Rubia in Teen Titans, Flora in Winx Club, Kari nella saga dei Digimon, Asuka Sōryū Langley in Neon Genesis Evangelion, Ran Kotobuki in Super GALS! - Tre ragazze alla moda, Hitomi Kanzaki ne I cieli di Escaflowne e Hime Utsumiya in Brain Powerd. Nel 2024 nella serie Tiny Toons Looniversity, oltre a doppiare Titti, doppia anche la protagonista Babs Bunny.

## Doppiaggio

### Cinema
- Katie Holmes in Killing Mrs. Tingle, In linea con l'assassino, The Singing Detective, Una teenager alla Casa Bianca, Batman Begins, Thank You for Smoking, Eli Stone, Un perfetto gentiluomo, I Kennedy, Non avere paura del buio, Jack e Jill, The Giver - Il mondo di Jonas, Miss Meadows, Woman in Gold, Touched with Fire, La truffa dei Logan, Caro dittatore, The Boy - La maledizione di Brahms, The Secret: Dare to Dream
- Amy Adams in Come d'incanto, Miss Pettigrew, Sunshine Cleaning, Una notte al museo 2 - La fuga, Una proposta per dire sì, I Muppet, Di nuovo in gioco, L'uomo d'acciaio, Batman v Superman: Dawn of Justice, Arrival, Justice League, La donna alla finestra, Elegia americana, Zack Snyder's Justice League, Come per disincanto
- Hayley Atwell in Captain America - Il primo Vendicatore, The Avengers, Captain America: The Winter Soldier, Testament of Youth, Cenerentola, Avengers: Age of Ultron, Ant-Man, Ritorno al Bosco dei 100 Acri, Avengers: Endgame, Doctor Strange nel Multiverso della Follia, Mission: Impossible - Dead Reckoning, Mission: Impossible - The Final Reckoning
- Anna Faris in Scary Movie, Scary Movie 2, Scary Movie 3 - Una risata vi seppellirà, Scary Movie 4, Hot Chick - Una bionda esplosiva, La mia super ex-ragazza, Observe and Report, (S)Ex List, Take Me Home Tonight, Il dittatore, Comic Movie, Overboard, My Spy - La città eterna
- Ashley Greene in Twilight, The Twilight Saga: New Moon, The Twilight Saga: Eclipse, The Twilight Saga: Breaking Dawn - Parte 1, LOL - Pazza del mio migliore amico, The Apparition, The Twilight Saga: Breaking Dawn - Parte 2, Wish I Was Here
- Zoë Saldaña in Takers, Il funerale è servito, Blood Ties - La legge del sangue, Teneramente folle
- Kelly Macdonald in Non è un paese per vecchi, Anna Karenina, Vi presento Christopher Robin
- Krysten Ritter in I Love Shopping, Così è la vita, Veronica Mars - Il film
- Ingrid Bolsø Berdal in Chernobyl Diaries - La mutazione, Hansel & Gretel - Cacciatori di streghe, Blasted - In due contro gli alieni
- Judy Greer in Cursed - Il maleficio, 27 volte in bianco, Le nostre anime di notte
- Elena Anaya in Fragile - A Ghost Story, Nemico pubblico N. 1 - L'istinto di morte, Rifkin's Festival
- Emmanuelle Chriqui in Wrong Turn, Tortured, 5 Days of War
- Paz Vega in 10 cose di noi, Not Forgotten, Gli amanti passeggeri, La regola del gioco
- Jayma Mays in Red Eye, Bruce e Lloyd - Fuori controllo, I Puffi, I Puffi 2
- Amy Smart in L'ultima volta che mi sono suicidato, Varsity Blues, Insieme dopo la morte
- Bae Doo-na in Cloud Atlas, Rebel Moon - Parte 1: Figlia del fuoco, Rebel Moon - Parte 2: La sfregiatrice
- Jessica Simpson in Blonde Ambition - Una bionda a NY, Pericolosamente bionda
- Kathryn Hahn in I sogni segreti di Walter Mitty, The Do-Over
- Sofia Boutella in Kingsman - Secret Service, Star Trek Beyond
- Nazanin Boniadi in Attacco a Mumbai - Una vera storia di coraggio, Bombshell - La voce dello scandalo
- Karoline Herfurth in Fuck you, prof!, Fuck you, prof! 2
- Heather Graham in Tradire è un'arte - Boogie Woogie, Una notte da leoni 3
- Ginnifer Goodwin in Mona Lisa Smile, Appuntamento da sogno!
- Jennifer Love Hewitt in If Only
- Rachael Leigh Cook in Kiss Me
- Penélope Cruz in La voce degli angeli
- Jenn Proske in Mordimi
- Lindsay Sloane in Matrimonio impossibile
- Mila Kunis in Non mi scaricare
- Nicole Parker in Disaster Movie
- Sonja Bennett in False verità
- Angelina Jolie in Hackers
- Blanca Suárez in My Bakery in Brooklyn - Un pasticcio in cucina
- Eva Mendes in Training Day
- Pegah Ferydoni in Donne senza uomini
- Shin Min-a in Volcano High
- Carmen Electra in Epic Movie, Vacanze di Natale 2000
- Sara Paxton in Sleepover
- Jeri Ryan in Abbasso l'amore
- Celia Keenan-Bolger in The Visit
- Sarah Rose Karr in Beethoven 2
- Tao Okamoto in Wolverine - L'immortale
- Jessica Lucas in Big Mama - Tale padre, tale figlio
- Brittany Snow in Hairspray - Grasso è bello
- Čulpan Nailevna Chamatova in Good Bye, Lenin!
- Amy Acker in Caro Babbo Natale
- Pooja Bhatt in Border
- Leonor Varela in  Goal II - Vivere un sogno
- Ana Isabelle in West Side Story
- Verónica Echegui in Book of Love
- Aimee Garcia in Natale con te
- Martina Laird ne La sirenetta
- Maribel Verdú in The Flash
- Renata Bras in Un vampiro in famiglia
- Taylor Polidore in Divorzio in nero
- Paula Schramm in Rosamunde Pilcher - Un'eredità pesante
- Heather Craney in We Live in Time - Tutto il tempo che abbiamo

### Film d'animazione
- Titti in Chi ha incastrato Roger Rabbit, Space Jam, Titti turista tuttofare, Looney Tunes: Back in Action, Space Jam: New Legends, Re Titti
- Asuka Sōryū Langley/Asuka Shikinami Langley in Neon Genesis Evangelion: Death & Rebirth, Neon Genesis Evangelion: The End of Evangelion, Evangelion: 2.0 You Can (Not) Advance, Evangelion: 3.0 You Can (Not) Redo, Evangelion: 3.0+1.0 Thrice Upon a Time
- Brittany Miller in Le avventure dei Chipmunk, Alvin Superstar 2, Alvin Superstar 3 - Si salvi chi può!, Alvin Superstar - Nessuno ci può fermare
- Flora e Amore in Winx Club - Il segreto del regno perduto e Winx Club 3D - Magica avventura; Flora in Winx Club - Il mistero degli abissi
- Lil DeVille in Rugrats - Il film, I Rugrats a Parigi - Il film, I Rugrats nella giungla
- Stella Rubia in Teen Titans Go! - Il film, Teen Titans Go! Vs. Teen Titans
- Barbara e Carlotta ne La Freccia Azzurra
- Gia in Madagascar 3 - Ricercati In Europa (doppiaggio spagnolo latino & francese)
- Mimè in Galaxy Express 999 - The Movie
- Baby Orsa in Gli orsetti del cuore - Il film
- Ali in Alla ricerca della Valle Incantata 4 - La terra delle nebbie
- Mordicchio in Alla ricerca della Valle Incantata 5 - L'isola misteriosa
- Dinah in Alla ricerca della Valle Incantata 6 - Il segreto di Saurus Rock
- Kari Kamiya in Digimon - Il film
- ragazza orientale in Titan A.E.
- Kallisto ne I figli della pioggia
- Angelique in La bella e la bestia - Un magico Natale
- Anthy Himemiya in Utena la fillette révolutionnaire - The Movie: Apocalisse adolescenziale
- Minako Aino/Sailor Venus in Sailor Moon R The Movie - La promessa della rosa (doppiaggio Shin Vision)
- Carol "Cal" in Fake: Un'indagine confidenziale
- Annabelle ne Il magico sogno di Annabelle
- Cholena in Fievel - Il tesoro dell'isola di Manhattan
- Jerry e Nibbles in Tom & Jerry e l'anello incantato
- Dalia in Barbie Fairytopia
- LaCienega Boulevardez ne La famiglia Proud - Il film
- Giornalista Puzzolente in Cappuccetto Rosso e gli insoliti sospetti
- Linda ne La foresta magica
- Ito in Pinguini alla riscossa
- Piccolo Avvoltoio in L'era glaciale 2 - Il disgelo
- Scuti in Gli Animotosi nella terra di Nondove
- Nisia ne Gli Skatenini e le dune dorate
- Cilli ne Gli Smile and Go e il braciere bifuoco
- Madre di Yara in La Pallastrike sull'Isola di Pasqua
- Daria in La principessa sul pisello
- Cenerentola in Shrek terzo
- Wonder Woman in Wonder Woman
- Arista in La sirenetta - Quando tutto ebbe inizio
- Charlene in Boog & Elliot 2
- Strelka in Space Dogs
- Arlena/Starlena in Garfield - Il supergatto
- Carmen in Happy Feet 2
- Bryony in Il figlio di Babbo Natale
- Consuelo in Sammy 2 - La grande fuga
- Jillian in Cattivissimo me 2
- Bo ne Il Cavaliere Rusty e il regno del pericolo
- Judy Hopps in Zootropolis, Zootropolis 2
- Ike Broflovski in South Park - Il film: più grosso, più lungo & tutto intero
- Ruth ne Gli eroi del Natale
- Rio Morales in Spider-Man - Un nuovo universo, Spider-Man: Across the Spider-Verse
- Biancaneve in Il re leone 3 - Hakuna Matata, Ralph spacca Internet
- Morgantina in Alì Babà e i pirati
- Pollun in Pretty Cure Max Heart 2 - Amici per sempre
- Tanpopo in Tamagotchi - The Movie: Persi nello spazio!
- Pena da bambino in Hercules
- Hitomi Kanzaki in Escaflowne - The Movie
- Teresa del Taco in Sausage Party - Vita segreta di una salsiccia
- Rosa Hernández (parte parlata) in Vivo
- Mama Luna ne Il gatto con gli stivali 2 - L'ultimo desiderio

### Serie televisive
- Jayma Mays in Pushing Daisies, Glee, The Millers, Wet Hot American Summer: First Day of Camp, Trial & Error, Great News
- Krysten Ritter in Justice - Nel nome della legge, Una mamma per amica, Non fidarti della str**** dell'interno 23, Dexter: Resurrection
- Jaime Ray Newman in Eastwick, Red Widow, The Punisher
- Hayley Atwell in Agents of S.H.I.E.L.D., Agent Carter, Conviction
- Katie Holmes in Dawson's Creek, Ray Donovan
- Amanda Righetti in The Mentalist, Chicago Fire, Chicago P.D, Colony
- Shiri Appleby in Roswell, Pizza My Heart, Il profumo della paura, Life Unexpected
- Dania Ramírez in Devious Maids - Panni sporchi a Beverly Hills, C'era una volta
- Autumn Reeser in The O.C., No Ordinary Family
- January Jones in Mad Men, The Last Man On Earth, Spinning Out
- Amy Adams in Sharp Objects
- Allison Mack in Smallville, Wilfred
- Allison Munn in Nicky, Ricky, Dicky & Dawn
- Willa Holland in Arrow, The Flash
- Freema Agyeman in Doctor Who, Survivors
- Sarah Carter in Shark - Giustizia a tutti i costi, Dirty Sexy Money
- Helen Zellweger e Mareike Lindenmeyer in Un ciclone in convento
- Camilla Luddington in Grey's Anatomy
- Amy Acker in Person of Interest
- Lara Amersey in Monster Warriors
- Beth Behrs in 2 Broke Girls
- Anna Faris in Mom
- Becki Newton in Ugly Betty, Avvocato di difesa - The Lincoln Lawyer
- Christine Woods in FlashForward
- Bae Doona in Sense8
- Selenis Leyva in Orange Is the New Black
- Shakira in I maghi di Waverly
- Frankie Muniz in Malcolm
- Claire Holt in H2O
- Cara Buono in Squadra emergenza
- Naoko Mori in Torchwood
- Ashley Madekwe in I fantasmi di Bedlam
- Christina Barjet in Vacanze a sorpresa
- Mónica Cruz in Paso adelante
- Judy Reyes in Scrubs - Medici ai primi ferri
- Aarti Mann in The Big Bang Theory, The Recruit
- Blanca Romero in Il sospetto
- Blanca Suárez in Las chicas del cable
- Danielle Fishel in Girl Meets World
- Iyari Limon in Buffy l'ammazzavampiri
- Sian Brooke in Sherlock
- Kelly Macdonald in Alias
- Torrey DeVitto in Chicago Med
- Sarah Strange in L'uomo nell'alto castello
- Christina Ochoa in Blood Drive
- Aimee Garcia in Lucifer
- Danay García in Fear the Walking Dead
- Cynthia McWilliams in Gli ultimi giorni di Tolomeo Grey
- Moschetto Mary in 1000 modi per morire (ep.4x12)
- Gisa Zach in La strada per la felicità
- Marley Shelton in Eleventh Hour

### Serie animate
- Titti (5ª voce) in Looney Tunes, I misteri di Silvestro e Titti, The Looney Tunes Show, Looney Tunes Cartoons, Bugs Bunny costruzioni; Baby Titti (1ª voce) in Baby Looney Tunes (st.1)
- Bridgette in A tutto reality - L'isola, A tutto reality - Azione!, A tutto reality - Il tour, A tutto reality - La vendetta dell'isola
- Pollun e Yuriko in Pretty Cure, Pretty Cure Max Heart
- Biancaneve in House of Mouse - Il Topoclub e Sofia la principessa
- Flora in Winx Club e World of Winx
- Kari Kamiya in Digimon Adventure, Digimon Adventure 02
- Lil Deville ne I Rugrats, I Rugrats da grandi
- LaCienega Boulevardez in La famiglia Proud, La famiglia Proud: più forte e orgogliosa
- Stella Rubia in Teen Titans, Teen Titans Go!
- Martin Prince (2ª voce, st.6-12),[1] Sherri e Terri (3ª voce) ne I Simpson
- Piccola Rosy e Signora Capra in Peppa Pig
- Piperita e Snobine in 44 gatti
- Quen Frost e Kuda Fox in Devichil
- Ming-Ming in Wonder Pets
- Lapidina in Scuola di vampiri
- Brittany in Alvinnn!!! e i Chipmunks
- Peggy Carter/Captain Carter in What If...?
- Dot Warner in Animaniacs
- Ike Broflovski in South Park (doppiaggio SEFIT-CDC)
- Kitty Ko (2ª voce) ne I Fantaeroi
- Manami Kasuga in Orange Road (doppiaggio Dynamic Italia)
- Anna in Tre gemelle e una strega (1ª voce)
- Henrietta Shmufting in Rekkit Rabbit
- Buddy in BuBuChaCha
- Juju in Guru Guru - Batticuore della magia
- Lulù in La piccola Lulù
- Monciccì in Moncicci (nella 1 serie del 1982)
- Trixie in Lazy Town
- Pual nei film di Dragon Ball (doppiaggio Dynit)
- Nono in Punta al top 2! - DieBuster
- Katara in Avatar - La leggenda di Aang
- Ingrid Third in Fillmore!
- Alma Rodriguez in Horseland
- Rebecca in Sylvanian Families
- Jasmina in Kim
- Jane in Jane e il Drago
- Albumine in Aia!
- Isabel in Teen Days
- Asuka Sōryū Langley in Neon Genesis Evangelion
- Roberta in Black Lagoon
- Toboe in Wolf's Rain
- Elka Frog in Soul Eater
- Ashley (ep.34.3) ne I Simpson
- Ran Kotobuki in Super Gals! - Tre ragazze alla moda
- Malina in A scuola con l'imperatore
- Uniqua in Gli zonzoli
- Cherie in PopPixie
- Principessa Filia in Pretty Cure Splash Star
- Tracker in PAW Patrol
- Christine Hanakomaci in UFO Baby
- Cream the Rabbit in Sonic X
- Anemone in Eureka Seven
- Mercoledì Addams in La famiglia Addams
- Alister Agrew in Last Exile
- Ai Amano in Video Girl Ai
- Cucchiaina in Babalous
- Elmyra Duff in Pinky, Elmyra & the Brain
- Gemelli Sparky in Little Robots
- Aya Sawada in Le situazioni di Lui & Lei
- Yaone in Saiyuki
- Hitomi Kanzaki in I cieli di Escaflowne
- Gilfam in Battle Spirits - Brave
- Brandy in Brandy & Mr. Whiskers
- Numero 3 in Nome in codice: Kommando Nuovi Diavoli
- Ophelia Ramirez in Juniper Lee
- Lilica Ebett in Burn-Up Excess
- Joyce Kinney ne I Griffin
- Sticks the Badger in Sonic Boom
- Janet in Wander
- Po in Teletubbies
- Emily in Clifford
- Booker in Garfield e i suoi amici
- Lottie in Il gatto di Frankenstein
- Daisy in Dottoressa Peluche
- Yuki in Idaten Jump
- Carol in OK K.O.!
- Kaisentlaia in La collina dei conigli
- Seladon in Dark Crystal - La resistenza
- Quinn Airgone in Final Space
- Jing in Duncanville
- Castaspella in She-Ra e le principesse guerriere
- Chris-Alice Hollyruler in La crescita di Creepie
- Paige in Tron - La serie
- Jodie Ramirez-Tarleton in M.O.D.O.K.
- Ashi in Samurai Jack
- Click in Vai Diego
- Mayumi Tachibana in Mix: Meisei Story
- Sofia in Arte
- Mira (ciliegia) in Vera e Il Regno D' arcobaleno
- Ultra in Flipper & Lopaka
- CJ Suki in Trolls: TrollsTopia
- Morgana le Fay in Tales of Arcadia: Wizards
- Penny Sanchez (2ª voce) in Zona Gesso (st.2-4)
- Rosie in Hazbin Hotel
- Ophiucus in Fairy Tail
- Babs Bunny in Tiny Toons Looniversity
- Tirzia Lionni in Mobile Suit Gundam GQuuuuuuX

### Videogiochi
- Rachel Dawes in Batman Begins[2]
- Titti in Bugs Bunny e Taz in viaggio nel tempo[3]
- Biancaneve in Disneyland Adventures[4]
- Tracker in PAW Patrol: Gran Premio[5] e PAW Patrol World (2023)[6]

## Radio
- Chi ha ucciso William Shakespeare? (sceneggiato, 1999)